# Gregor Foitek
 Gregor Foitek  va ser un pilot de curses automobilístiques suís que va arribar a disputar curses de Fórmula 1.
Va néixer el 27 de març del 1965 a Zúric, Suïssa.

## A la F1
Gregor Foitek va debutar a la primera cursa de la temporada 1989 (la 40a temporada de la història) del campionat del món de la Fórmula 1, disputant el 26 de març del 1989 el G.P. d'e Brasil al circuit de Jacarepaguà.
Va participar en un total de vint-i-dues curses puntuables pel campionat de la F1, disputades en dues temporades consecutives (1989 - 1990), aconseguint una setena posició com millor classificació en una cursa i no assolí cap punt pel campionat del món de pilots.

## Resultats a la Fórmula 1
| Any         | Equip                     | Xassís     | Motor    | 1       | 2       | 3       | 4       | 5       | 6       | 7       | 8       | 9       | 10      | 11      | 12  | 13      | 14  | 15  | 16  | Posició | Punts |
| ----------- | ------------------------- | ---------- | -------- | ------- | ------- | ------- | ------- | ------- | ------- | ------- | ------- | ------- | ------- | ------- | --- | ------- | --- | --- | --- | ------- | ----- |
| 1989        | EuroBrun Racing           | EuroBrun   | Judd     | BRA NVQ | SMR NVQ | MON NVQ | MEX NVQ | USA NVQ | CAN NVQ | FRA NVQ | GBR NVQ |         |         | BEL NVQ | ITA | POR     |     |     |     | -       | 0     |
| 1989        | EuroBrun Racing           | EuroBrun   | Judd     |         |         |         |         |         |         |         |         | ALE NVQ | HUN NVQ |         |     |         |     |     |     | -       | 0     |
| Rial Racing | Rial                      | Cosworth   |          |         |         |         |         |         |         |         |         |         |         |         |     | ESP NVQ | JAP | AUS |     | -       | 0     |
| 1990        | Motor Racing Developments | Brabham    | Judd     | USA Ret | BRA Ret |         |         |         |         |         |         |         |         |         |     |         |     |     |     | -       | 0     |
| 1990        | Moneytron Onyx            | Onyx       | Cosworth |         |         | SMR Ret | MON 7   | CAN Ret | MEX 15  | FRA NVQ |         |         |         |         |     |         |     |     |     | -       | 0     |
| 1990        | Monteverdi Onyx Formula 1 | Onyx       | Cosworth |         |         |         |         |         |         |         | GBR NVQ |         |         |         |     |         |     |     |     | -       | 0     |
| 1990        | Monteverdi Onyx Formula 1 | Monteverdi | Cosworth |         |         |         |         |         |         |         |         | ALE Ret | HUN NVQ | BEL     | ITA | POR     | ESP | JPN | AUS | -       | 0     |

### Resum
| Curses: | Victòries: | Pòdiums: | Poles: | Voltes ràpides: | Punts: |
| ------- | ---------- | -------- | ------ | --------------- | ------ |
| 22 (7)  | 0          | 0        | 0      | 0               | 0      |